# Lee-on-the-Solent
Lee-on-the-Solent är en ort i grevskapet Hampshire i södra England. Orten ligger i distriktet Gosport strax väster om staden Gosport, på den engelska sydkusten. Lee-on-the-Solent hade 11 111 invånare vid folkräkningen år 2021.
Lee-on-the-Solent var en civil parish 1930–1932 när blev den en del av Alverstoke. Civil parishen hade 2 715 invånare år 1931.